# Korallrot
Korallrot (Corallorhiza trifida) är en växtart i familjen orkidéer.